# Baby Sale
Baby Sale (베이비 세일?, Beibi seilLR) è un film del 1997 scritto da Park Gyu-tae e diretto da Kim Bon.

## Trama
Kang Ji-hyun si è stancata di fare la madre a tempo pieno, e desidererebbe tornare al lavoro; inizia così a elaborare un piano per poter raggiungere quello che desidera, e mettere il marito Choi Sang-joon dinnanzi al fatto compiuto.

## Distribuzione
In Corea del Sud la pellicola ha goduto di una distribuzione a livello nazionale, a partire dal 21 giugno 1997.